# Lucas Anacker
Lucas Nunes Anacker (Santa Cruz do Sul, 22 de septiembre de 1996), más conocido como Anacker, es un futbolista brasileño que se desempeña en la posición de guardameta en la AD Alcorcón de la Segunda división de España.

## Trayectoria deportiva
Nacido en Santa Cruz do Sul, es un guardameta formado en las categorías inferiores del Sport Club Internacional con el que llegó a formar parte de su equipo sub-20 en la temporada 2014-15.
En julio de 2015, firma por el Real Avilés de la Tercera División de España, donde jugaría durante tres temporadas.
En enero de 2018, Anacker es cedido al Burgos CF de la Segunda División B de España hasta el final de la temporada, pero no llegaría a jugar ningún encuentro.
En julio de 2018, firma por la UD Ibiza de la Segunda División B de España, donde juega 21 partidos. En la temporada 2019-20, participaría en 13 partidos.
En la temporada 2020-21, firma por el Atzeneta UE de la Segunda División B de España, donde juega 25 partidos.
El 7 de julio de 2021, firma por la UE Cornellà de la Primera División RFEF, jugando 38 partidos en su primera temporada.
En la temporada 2022-23, volvería a ser titular indiscutible participando en los 38 partidos de liga.
El 3 de agosto de 2023, firma por la AD Alcorcón de la Segunda división de España.

## Carrera deportiva

### Clubes
| Club                            | País   | Año         |
| ------------------------------- | ------ | ----------- |
| Sport Club Internacional Sub-20 | Brasil | 2014 - 2015 |
| Real Avilés                     | España | 2015 - 2018 |
| Burgos CF (cedido)              | España | 2018        |
| UD Ibiza                        | España | 2018 - 2020 |
| Atzeneta UE                     | España | 2020 - 2021 |
| UE Cornellà                     | España | 2021-2023   |
| AD Alcorcón                     | España | 2023 -      |